# Derostoma laticeps
Derostoma laticeps is een soort in de taxonomische indeling van de platwormen (Platyhelminthes). De worm is tweeslachtig en kan zowel mannelijke als vrouwelijke geslachtscellen produceren. De soort leeft in zeer vochtige omstandigheden. 
De platworm komt uit het geslacht Derostoma. Derostoma laticeps werd in 1830 beschreven door Duges.